# Jenny Schmidgall-Potter
Jennifer Lynn Schmidgall-Potter, detta Jenny (Saint Paul, 12 gennaio 1979), è una hockeista su ghiaccio statunitense.

## Palmarès

### Olimpiadi
- Oro a Nagano 1998.
- Argento a Salt Lake City 2002.
- Argento a Vancouver 2010.
- Bronzo a Torino 2006.

### Mondiali
- Oro a Svezia 2005.
- Oro a Cina 2008.
- Oro a Finlandia 2009.
- Oro a Svizzera 2011.
- Argento a Finlandia 1999.
- Argento a Canada 2000.
- Argento a Stati Uniti 2001.
- Argento a Canada 2004.
- Argento a Canada 2007.
- Argento a Stati Uniti 2012.

### Coppa delle 4 Nazioni
- Oro a Svezia 2011.
- Argento a Canada 2010.